# Стефанов, Васил
Васи́л Ивано́в Сте́фанов (болг. Васил Иванов Стефанов; 24 апреля 1913, Шумен, Болгария — 1991) — болгарский скрипач, дирижёр и педагог. Народный артист НРБ.

## Биография
В 1933 году окончил Государственную музыкальную академию в Софии по классу Саши Попова (скрипка). С середины 30-х годов играл в Академическом и Царском симфонических оркестрах. Организовал несколько камерных ансамблей. Выступал в концертах как сольно, так и в составе квартетов. С 1944 года — солист оркестра Софийской филармонии, а в 1946—1954 годах — её дирижёр. В 1947 году стажировался в Пражской консерватории у Вацлава Талиха как дирижёр. С 1948 года — главный дирижёр симфонического оркестра Болгарского радио и телевидения в Софии. В 1954 году организовал симфонический оркестр в Шумене, которым долгое время руководил. В 1960—1979 годах — дирижёр самодеятельного мужского хора «Гусла». В репертуаре произведения Бетховена, Шумана, Брамса, Прокофьева, Шостаковича, Хренникова и других авторов. Он был первым исполнителем многих новых произведений болгарских композиторов. Много гастролировал как дирижёр в Европе, с 1972 года — в СССР. Преподавал в своей альма-матер (скрипка). Среди учеников Веселин Калчев.

## Награды
- 1953 — Димитровская премия
- ? — Заслуженный артист НРБ
- 1972 — Народный артист НРБ
- 1983 — Герой Социалистического Труда